# Southeastern
Southeastern (Sureste en Español) es el cuarto álbum de estudio del cantautor estadounidense de country Jason Isbell, lanzado el 11 de junio de 2013 por el sello Southeastern y producido por David Cobb. En un principio iba a ser producido por el amigo de Isbell, Ryan Admas, durante el período de rehabilitaciónd de Isbell.
El álbum ha sido críticamente aclamado. En el 2020 el álbum fue incluido en la lista de los 500 mejores álbumes de todos los tiempos de la revista Rolling Stone, ocupando el puesto 458.